# FDP-Bundesparteitag 1950
Koordinaten: 51° 14′ 9,1″ N, 6° 46′ 16,7″ O

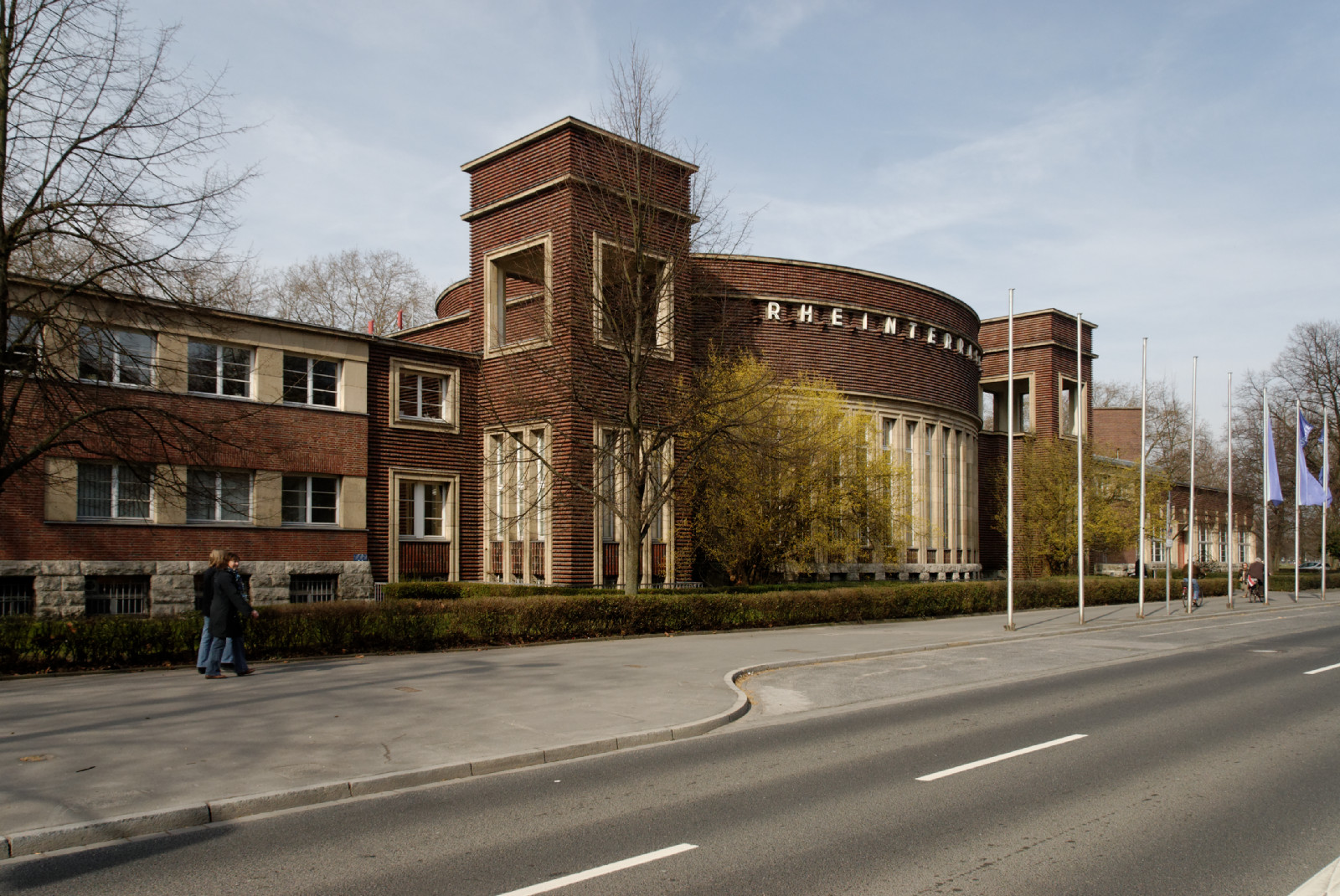
Rheinterrasse in Düsseldorf-Pempelfort

Den FDP-Bundesparteitag 1950 hielt die FDP vom 29. bis 30. April 1950 in Düsseldorf ab. Es handelte sich um den 2. ordentlichen Bundesparteitag der FDP in der Bundesrepublik Deutschland und um den ersten Bundesparteitag unter dem Vorsitzenden Franz Blücher, der im September 1949 dem zum Bundespräsidenten gewählten Theodor Heuss nachgefolgt war. Der Parteitag fand in den Rheinterrassen am Hofgartenufer statt.

## Verlauf
Der Parteitag stand unter dem Motto „Ziel und Weg – ’Gerechtigkeit erhöhet ein Volk‘“. Er verabschiedete die „Leitsätze zur Kulturpolitik“.
Für den Parteitag waren mehrere Reden bedeutender Funktionsträger bzw. zu wichtigen Themen geplant.
- Vorsitzender des gastgebenden Landesverbandes: Friedrich Middelhauve
- Landtagspräsident: Josef Gockeln (CDU)
- Vizekanzler: Franz Blücher
- Stellvertretender Vorsitzender der Bundestagsfraktion: August-Martin Euler

- Soziale Gerechtigkeit: Bundestagsvizepräsident Hermann Schäfer
- Agrarpolitik: Heinrich Fassbender
- Gerechtigkeit für die Enterbten: Fritz Oellers
- Länderpolitik in der Bundesrepublik: Reinhold Maier
- Partei im Aufbau: Ernst Mayer

Während des Parteitages fand eine öffentliche Großkundgebung mit Friedrich Middelhauve und Franz Blücher statt.

## Bundesvorstand
Dem Bundesvorstand gehörten nach diesem Parteitag an:
| Position                       | Name | Wahlergebnis |
| ------------------------------ | --- | --- |
| Vorsitzender                   | Franz Blücher | |
| Stellvertretender Vorsitzender | Hermann Schäfer | |
| Geschäftsführender Vorstand    | Carl-Hubert Schwennicke Friedrich Middelhauve August-Martin Euler Herta Ilk Karl Theodor Bleek Ernst Mayer Fritz Oellers                                                           | 176 Stimmen 161 Stimmen 160 Stimmen 152 Stimmen 135 Stimmen 130 Stimmen 87 Stimmen (Stichwahl gegen Artur Stegner) |
| Beisitzer im Gesamtvorstand    | Ella Barowsky, Wolfgang Glaesser, Hermann Höpker-Aschoff, Erich Mende, Heinz Müller, Karl Rüdiger, Hanna Katz, Marie-Elisabeth Lüders, Hans-Jürgen Baumann, Hans Ludwig Waiblinger | |
| Mitglieder per Amt             | Thomas Dehler, Eberhard Wildermuth | |